# Air Combat 22
Air Combat 22 (エアーコンバット 22 Eā Konbatto 22) è un gioco arcade pubblicato da Namco nel 1995 e il sequel arcade di Air Combat nella serie Ace Combat. È stato chiamato Air Combat "22" perché funziona su Super System 22 di Namco. 
Air Combat 22 è stato il secondo gioco della serie Ace Combat. Il primo gioco di combattimento Ace era anche questo un gioco Arcade, chiamato 'Air Combat', nel 1992.

## Modalità di gioco
I giocatori possono controllare uno di tre aerei, vale a dire il Grumman F-14 Tomcat, Sukhoi Su-27 e il Lockheed Martin F-22 Raptor, con quest'ultimo proposto al momento in cui il gioco è stato pubblicato. 
Il Super System 22 può rendere la grafica notevolmente migliore, in alta risoluzione e ad un framerate più elevato rispetto alle capacità grafiche dell'originale Sony PlayStation, Sega Saturn e Nintendo 64, ma molto meno del Sega Dreamcast.